# L'Anse aux Meadows
L'Anse aux Meadows (fr.-engl. za „Zaljev s livadama”) je najstarija poznata europska kolonija u Novom svijetu. Nalazi se na obali najsjevernijeg vrha Newfoundlanda, a osnovao ju je oko 1000. godine islandski viking Leifur Eiríksson, sin Erika Crvenog, stigavši prvo do Baffinovog otoka.
L'Anse aux Meadows je jedino znano vikinško naselje u Sjevernoj Americi, izuzevši naselja u kraju Kujataa na Grenlandu, i predstavlja najdalji europski istraživački pohod i naseljavanje Novog svijeta gotovo 500 godina prije dolaska Kristofora Kolumba. Zbog toga je naselje upisano na UNESCO-ov popis mjesta svjetske baštine u Sjevernoj Americi još 1978. godine.

## Etimologija
Ime L'Anse aux Meadows se prvi puta pojavljuje na karti iz 1862. kao Anse à la Medée, po brodu koji se zvao Medée. Naziv su tijekom 19. i 20. stoljeća ribari francuskog govornog područja preimenovali u L'Anse aux Méduses (hrv. „Uvala meduza”). Današnji naziv utjecajem engleskog jezika je riječ Méduses krivo interpretirao kao Meadows što je možda razlog prostranog okolnog krajolika s livadama.

## Povijest
Kako se spominje u Sagi o Grenlanđanima, moreplovci na trgovačkom brodu koje je predvodio Bjarni Herjólfsson otpuhani s kursa na putu za Grenland su oko 985. godine prvi primijetili novu zemlju na zapadu. 
Petnaest godina kasnije, Leifur Eiríksson je krenuo iz mjesta Brattahlíð na Grenlandu (kraj Kujataa) kojeg je osnovao njegov otac Erik Crveni, te prvo doplovio do Hellulanda, zatim Marklanda da bi konačno došao do Vínlanda prezimivši u naselju nazvanom Straumfiord, nedaleko od današnjeg L'Anse aux Meadows. 
U godinama koje su slijedile, njegova obitelj zajedno s drugim kolonistima je posjećivala mjesto i plovila sve do New Brunswicka. No sukobi sa starosjediocima su ih prisilili da se povuku s tog područja, te su se oni naposljetku vratili na Grenland unutar jednog desetljeća.

### Pronalazak
Godine 1960. norveški istraživač Helge Ingstad je pronašao lokalitet. Arheolozi su znali da se radi o vikinškom naselju po pronađenim artefaktima i strukturalnom sličnošću s naseobinama na Grenlandu i Islandu. 
Norveški tim stručnjaka je provodio niz iskapanja od 1961. do 1968. u sklopu istraživanja vikinškog Vínlanda. Kasnije je iskapanja nastavio Parks Canada i to od 1973. do 1977. godine.
- Rekonstrukcija iskrcavanja Vikinga
- Obnovljena vikinška zemunica
- Ulaz u zemunicu
- Unutrašnjost zemunice
- Obnovljeni čamac

## Vanjske poveznice
- Galerija fotografija[neaktivna poveznica] na ourplaceworldheritage.com